# Discografia degli Highlight
Questa è la discografia della boyband sudcoreana Highlight. Gli Highlight hanno debuttato con "Bad Girl" il 16 ottobre 2009 sotto il nome di Beast, che hanno utilizzato fino al 2016. Hanno pubblicato 5 album in studio e 8 mini-album e hanno anche contribuito con colonne sonore di vari drama coreani.

## Album

### Album in studio
| Titolo                                                                              | Informazioni | Posizione massima | Posizione massima | Vendite                        |
| Titolo                                                                              | Informazioni | KOR               | JPN               | Vendite                        |
| Coreani                                                                             | Coreani | Coreani           | Coreani           | Coreani                        |
| ----------------------------------------------------------------------------------- | --- | ----------------- | ----------------- | ------------------------------ |
| Fiction and Fact                                                                    | - Pubblicato: 17 maggio 2011 - Etichetta: Cube Entertainment, Universal Music Group - Formato: CD, digital download  | 1                 | —                 | - KOR: 160,184+ - JPN: 3,806+  |
| Hard to Love, How to Love                                                           | - Pubblicato: 19 luglio 2013 - Etichetta: Cube Entertainment, Universal Music Group - Formato: CD, download digitale | 1                 | 18                | - KOR: 106,140+ - JPN: 16,772+ |
| Highlight                                                                           | - Pubblicato: 4 luglio 2016 - Etichetta: Cube Entertainment, Universal Music Group - Formato: CD, download digitale  | —                 | —                 |                                |
| Giapponese                                                                          | |                   |                   |                                |
| So Beast                                                                            | - Pubblicato: 10 agosto 2011 - Etichetta: Far Eastern Tribe, Cube - Formato: CD, download digitale                   | 28                | 3                 | - JPN: 73,219+ - KOR: 3,000+   |
| Guess Who?                                                                          | - Pubblicato: 16 marzo 2016 - Etichetta: Universal Music Group, Beast Music - Formato: CD, download digitale         | —                 | 2                 | - JPN: 22,316+                 |
| "—" denota che non è entrato in classifica o non è stato venduto in quella regione. | |                   |                   |                                |

### Extended play
| Titolo                                                                              | Informazioni | Posizione massima | Posizione massima | Vendite                        |
| Titolo                                                                              | Informazioni | KOR               | JPN               | Vendite                        |
| Coreani                                                                             | Coreani | Coreani           | Coreani           | Coreani                        |
| ----------------------------------------------------------------------------------- | --- | ----------------- | ----------------- | ------------------------------ |
| Beast Is the B2ST                                                                   | - Pubblicato: 14 ottobre 2009 - Etichetta: Cube Entertainment - Formato: CD, download digitale                                                          | 7                 | —                 | - KOR: 55,257+                 |
| Shock of the New Era                                                                | - Released: March 1, 2010 - Label: Cube Entertainment, Universal Music Group - Formats: CD, digital download                                            | 2                 | —                 | - KOR: 77,051+                 |
| Mastermind                                                                          | - Released: September 28, 2010 - Label: Cube, Universal Music Group, Jakorea - Format: CD, digital download                                             | 2                 | —                 | - KOR: 64,071+                 |
| Lights Go On Again                                                                  | - Pubblicato: 9 novembre 2010 - Etichetta: Cube, Universal Music Group, Jakorea - Formato: CD, download digitale                                        | 1                 | —                 | - KOR: 82,542+                 |
| Midnight Sun                                                                        | - Pubblicato: 22 luglio 2012 - Etichetta: Cube, Universal Music Group, Far Eastern Tribe (pubblicato solo in Giappone) - Formato: CD, download digitale | 1                 | 13                | - KOR: 163,674+ - JPN: 24,679  |
| Good Luck                                                                           | - Pubblicato: 16 giugno 2014 - Etichetta: Cube, Universal Music Group - Formato: CD, digital download                                                   | 1                 | 43                | - KOR: 135,099 + - JPN: 6,733+ |
| Time                                                                                | - Pubblicato: 20 ottobre 2014 - Etichetta: Cube, Universal Music Group - Formato: CD, digital download                                                  | 1                 | 39                | - KOR: 71,464+ - JPN: 4,736+   |
| Ordinary                                                                            | - Pubblicato: July 27, 2015 - Etichetta: Cube, Universal Music Group - Formato: CD, digital download                                                    | 1                 | 40                | - KOR: 92,880+ - JPN: 2,168+   |
| "—" denota che non è entrato in classifica o non è stato venduto in quella regione. | |                   |                   |                                |

### Raccolte
| BEAST - Japan Premium Edition                                                       | - Pubblicato: 11 novembre 2010 - Etichetta: Far Eastern Tribe - Formato: CD      | — | 13 | - JPN: 14,354 | - CD1: Beast Is the B2ST (EP) - CD2: Shock of the New Era (EP) - DVD: Music Video 1. Bad Girl 2. Shock 3. Beast in Tokyo |
| BEAST Japan Best                                                                    | - Pubblicato: 17 settembre 2014 - Etichetta: Universal Music Group - Formato: CD | — | 25 | - JPN: 3,869  | 1. SHOCK –Japanese Version- 2. BAD GIRL –Japanese Version- 3. MYSTERY –Japanese Version- 4. FICTION –Japanese Version- 5. 雨が降る日には –Japanese Version- 6. Midnight -星を数える夜- –Japanese Version- 7. Shadow (影) –Japanese Version – 8. Sad Movie 9. クリスマスキャロルの頃には 10. ADRENALINE 11. B.I.B 12. FICTION (Orchestra Version) –Japanese Version- 13. Another Orion (Yoseob) 14. 君が思う以上に |
| "—" denota che non è entrato in classifica o non è stato venduto in quella regione. |                                                                                  |   |    |               | |

## Singoli
| Titolo                                           | Anno    | Posizione massima | Posizione massima | Posizione massima | Posizione massima | Vendite                      | Album di provenienza      |
| Titolo                                           | Anno    | KOR               | JPN               | Billboard J-Pop   | Billboard K-Pop   | Vendite                      | Album di provenienza      |
| Coreani                                          | Coreani | Coreani           | Coreani           | Coreani           | Coreani           | Coreani                      | Coreani                   |
| ------------------------------------------------ | ------- | ----------------- | ----------------- | ----------------- | ----------------- | ---------------------------- | ------------------------- |
| "Bad Girl"                                       | 2009    | 48                | —                 | —                 | —                 | - KOR: 720,461               | Beast Is the B2ST         |
| "Mystery"                                        | 2009    | 23                | —                 | —                 | —                 | - KOR: 1,371,314             | Beast Is the B2ST         |
| "Shock"                                          | 2010    | 3                 | —                 | —                 | —                 | - KOR: 2,108,155             | Shock of the New Era      |
| "Breath"                                         | 2010    | 4                 | —                 | —                 | —                 | - KOR: 1,614,957             | Mastermind                |
| "Beautiful"                                      | 2010    | 6                 | —                 | —                 | —                 | - KOR: 1,305,018             | Lights Go On Again        |
| "On Rainy Days"                                  | 2011    | 3                 | —                 | —                 | 68                | - KOR: 2,603,271             | Fiction and Fact          |
| "Fiction"                                        | 2011    | 5                 | —                 | —                 | 95                | - KOR: 2,926,548             | Fiction and Fact          |
| "I Knew It"                                      | 2012    | 1                 | —                 | —                 | 3                 | - KOR: 2,139,553+            | Midnight Sun              |
| "Midnight"                                       | 2012    | 2                 | —                 | —                 | 6                 | - KOR: 1,590,905+            | Midnight Sun              |
| "Beautiful Night"                                | 2012    | 3                 | —                 | —                 | 4                 | - KOR: 1,778,432+            | Midnight Sun              |
| "Will You Be Alright?"                           | 2013    | 1                 | —                 | —                 | 1                 | - KOR: 679,681+              | Hard to Love, How to Love |
| "I'm Sorry"                                      | 2013    | 4                 | —                 | —                 | 11                | - KOR: 358,211+              | Hard to Love, How to Love |
| "Shadow"                                         | 2013    | 2                 | —                 | —                 | 3                 | - KOR: 766,306+              | Hard to Love, How to Love |
| "No More"                                        | 2014    | 1                 | —                 | —                 | 2                 | - KOR: 441,008+              | Good Luck                 |
| "Good Luck"                                      | 2014    | 1                 | —                 | —                 | 3                 | - KOR: 981,679+              | Good Luck                 |
| "12:30"                                          | 2014    | 2                 | —                 | —                 | —                 | - KOR: 1,093,398+            | Time                      |
| "Gotta Go to Work"                               | 2015    | 4                 | —                 | —                 | —                 | - KOR: 581,902+              | Ordinary                  |
| "YeY"                                            | 2015    | 3                 | —                 | —                 | —                 | - KOR: 328,742+              | Ordinary                  |
| "Butterfly"                                      | 2016    | —                 | —                 | —                 | —                 | —                            | Highlight                 |
| "Ribbon"                                         | 2016    | —                 | —                 | —                 | —                 | —                            | Highlight                 |
| Giapponesi                                       |         |                   |                   |                   |                   |                              |                           |
| "Shock"                                          | 2011    | 4                 | 2                 | 5                 | —                 | - JPN: 60,486+ - KOR: 3,972+ | So Beast                  |
| "Bad Girl"                                       | 2011    | —                 | 3                 | 10                | —                 | - JPN: 55,588+               | So Beast                  |
| "Midnight (Hoshi wo Kazoeru Yoru)"               | 2012    | —                 | 6                 | 34                | —                 | - JPN: 26,042+               | BEAST Japan Best          |
| "Sad Movie" / "Kurisumasu Kyaroru no Koro ni wa" | 2013    | —                 | 10                | 49                | —                 | - JPN: 17,475+               | BEAST Japan Best          |
| "Adrenaline"                                     | 2014    | —                 | 5                 | 37                | —                 | - JPN: 33,598+               | BEAST Japan Best          |
| "Kimi wa Dou?"                                   | 2014    | —                 | 2                 | 4                 | —                 | - JPN: 67,458+               | —                         |
| "One"                                            | 2015    | —                 | 9                 | 39                | —                 | - JPN: 21,681+               | Guess Who?                |
| "Hands Up"                                       | 2015    | —                 | 4                 | 13                | —                 | - JPN: 39,009+               | Guess Who?                |
| "Can't Wait to Love You"                         | 2015    | —                 | 10                | —                 | —                 | - JPN: 22,885+               | Guess Who?                |
| "This Is My Life"                                | 2015    | —                 | 9                 | 47                | —                 | - JPN: 23,270+               | Guess Who?                |
| "#TBM"                                           | 2015    | —                 | 21                | —                 | —                 | - JPN: 11,475+               | Guess Who?                |
| "YeY"                                            | 2015    | —                 | —                 | —                 | —                 | - JPN: 2,634+                | Guess Who?                |
| "Only One"                                       | 2015    | —                 | 39                | —                 | —                 | - JPN: 9,451+                | Guess Who?                |
| "All Is in You"                                  | 2015    | —                 | —                 | —                 | —                 | - JPN: 4,897+                | Guess Who?                |
| "Saigo no Hitokoto"                              | 2015    | —                 | 3                 | 6                 | —                 | - JPN: 37,986+               | Guess Who?                |
| "Stay Forever Young"                             | 2015    | —                 | 11                | 19                | —                 | - JPN: 16,451+               | Guess Who?                |
| "GUESS WHO?"                                     | 2016    | —                 | 5                 | 12                | —                 | - JPN: 20,473+               | Guess Who?                |

## Altre canzoni in classifica
| Anno                                                                                | Titolo                                      | Posizione massima | Posizione massima | Vendite         | Album di provenienza      |
| Anno                                                                                | Titolo                                      | KOR               | KOR K-Pop         | Vendite         | Album di provenienza      |
| Coreane                                                                             | Coreane                                     | Coreane           | Coreane           | Coreane         |                           |
| ----------------------------------------------------------------------------------- | ------------------------------------------- | ----------------- | ----------------- | --------------- | ------------------------- |
| 2010                                                                                | "Take Care of My Girlfriend (Say No)"       | 28                | —                 |                 | Shock of the New Era      |
| 2010                                                                                | "Special"                                   | 45                | —                 |                 | Shock of the New Era      |
| 2010                                                                                | "Just Before Shock"                         | 58                | —                 |                 | Shock of the New Era      |
| 2010                                                                                | "Clenching a Tight Fist"                    | 10                | —                 |                 | Mastermind                |
| 2010                                                                                | "V.I.U"                                     | 58                | —                 |                 | Mastermind                |
| 2010                                                                                | "Break Down"                                | 66                | —                 |                 | Mastermind                |
| 2010                                                                                | "Mastermind"                                | 72                | —                 |                 | Mastermind                |
| 2010                                                                                | "Easy (Sincere Version)"                    | 18                | —                 |                 | Non-album single          |
| 2010                                                                                | "Lights Go On Again"                        | 44                | —                 |                 | Lights Go On Again        |
| 2010                                                                                | "I Like You The Best"                       | 55                | —                 |                 | Lights Go On Again        |
| 2010                                                                                | "Lightless"                                 | 61                | —                 |                 | Lights Go On Again        |
| 2010                                                                                | "I'm Sorry"                                 | 66                | —                 |                 | Lights Go On Again        |
| 2010                                                                                | "When the Door Closes" (Doojoon e Dongwoon) | 20                | —                 |                 | My Story                  |
| 2010                                                                                | "Thanks To" (Junhyung e Yoseob)             | 46                | —                 |                 | My Story                  |
| 2010                                                                                | "Let It Snow" (Hyunseung e Gikwang)         | 87                | —                 |                 | My Story                  |
| 2011                                                                                | "The Fact"                                  | 44                | —                 | - KOR:143,141+  | Fiction and Fact          |
| 2011                                                                                | "Back To You"                               | 50                | —                 | - KOR:126,489+  | Fiction and Fact          |
| 2011                                                                                | "You"                                       | 52                | —                 | - KOR:121,206+  | Fiction and Fact          |
| 2011                                                                                | "Though I Call Your Name"                   | 62                | —                 | - KOR:74,099+   | Fiction and Fact          |
| 2011                                                                                | "Freeze"                                    | 63                | —                 | - KOR:70,310+   | Fiction and Fact          |
| 2011                                                                                | "Virus"                                     | 65                | —                 | - KOR:66,900+   | Fiction and Fact          |
| 2011                                                                                | " Lightless (Unplugged Ver.)"               | 87                | —                 | - KOR:44,467+   | Fiction and Fact          |
| 2012                                                                                | "When I Miss You"                           | 15                | 22                | - KOR:431,651+  | Midnight Sun              |
| 2012                                                                                | "It's Not Me"                               | 24                | 42                | - KOR: 350,990+ | Midnight Sun              |
| 2012                                                                                | "Dream Girl"                                | 32                | 52                | - KOR: 93,891+  | Midnight Sun              |
| 2012                                                                                | "The Day You Rest"                          | 35                | 62                | - KOR: 91,868+  | Midnight Sun              |
| 2013                                                                                | "How to Love"                               | 53                | 22                | - KOR: 404,106+ | Hard to Love, How to Love |
| 2013                                                                                | "Be Alright"                                | 82                | —                 | - KOR:44,273+   | Hard to Love, How to Love |
| 2013                                                                                | "You're Bad"                                | 88                | —                 | - KOR: 27,361+  | Hard to Love, How to Love |
| 2014                                                                                | "Tonight, I'll Be At Your Side"             | 16                | —                 | - KOR: 113,470+ | Good Luck                 |
| 2014                                                                                | "Sad Movie (Korean version)"                | 18                | —                 | - KOR: 90,461+  | Good Luck                 |
| 2014                                                                                | "History"                                   | 23                | —                 | - KOR: 58,870+  | Good Luck                 |
| 2014                                                                                | "Dance With U"                              | 24                | —                 | - KOR:73,650+   | Good Luck                 |
| 2014                                                                                | "We Up"                                     | 25                | —                 | - KOR:105,995+  | Good Luck                 |
| 2014                                                                                | "Drive"                                     | 15                | —                 | - KOR:142,370+  | Time                      |
| 2014                                                                                | "Close My Eyes"                             | 20                | —                 | - KOR:131,009+  | Time                      |
| 2014                                                                                | "It's All Good"                             | 22                | —                 | - KOR:104,442+  | Time                      |
| 2014                                                                                | "Stay"                                      | 25                | —                 | - KOR:90,438+   | Time                      |
| 2014                                                                                | "So Hot"                                    | 28                | —                 | - KOR:84,226+   | Time                      |
| 2015                                                                                | "See You There"                             | 36                | —                 | - KOR: 59,199+  | Ordinary                  |
| 2015                                                                                | "Suite Room"                                | 38                | —                 | - KOR: 47,997+  | Ordinary                  |
| 2015                                                                                | "Take It All"                               | 44                | —                 | - KOR: 44,786+  | Ordinary                  |
| 2015                                                                                | "Oh Honey"                                  | 48                | —                 | - KOR: 43,670+  | Ordinary                  |
| "—" denota che non è entrato in classifica o non è stato venduto in quella regione. |                                             |                   |                   |                 |                           |

## Altre partecipazioni

### Come gruppo
| Anno | Titolo                         | Album                                 |
| ---- | ------------------------------ | ------------------------------------- |
| 2010 | "Who's Next?" (con le 4Minute) | Hit Your Heart                        |
| 2011 | "Niji"                         | The Best Bang!! - Asia Limited Bang!! |
| 2011 | "Skinny Baby" (con A Pink)     | N.D.                                  |

### Come singoli o sottogruppi
| Anno | Titolo                                    | Artisti                                                 | Album                                          |
| ---- | ----------------------------------------- | ------------------------------------------------------- | ---------------------------------------------- |
| 2010 | "Change"                                  | Junhyung, Hyuna                                         | For Muzik                                      |
| 2010 | "I'll Back Off So You Can Live Better"    | Junhyung, G.NA                                          | Draw G's First Breath                          |
| 2010 | "Love Is Pathetic"                        | Gikwang, An Jin Kyoung                                  | The Voice                                      |
| 2010 | "Faddy Robot"                             | Junhyung, artists for Faddy Robot                       | Faddy Robot Foundation                         |
| 2010 | "Crazy Love"                              | Junhyung, Young Jee                                     | Crazy, That's What Love Is                     |
| 2010 | "Let's Go"                                | Junhyung, artists for G20                               | Let's Go                                       |
| 2010 | "First Snow And First Kiss"               | Yoseob, Daniel Chae                                     | First Snow And First Kiss                      |
| 2010 | "Udon"                                    | Dongwoon, Minkyung                                      | Udon                                           |
| 2011 | "Go Again"                                | Junhyung, Navi                                          | Hello                                          |
| 2011 | "Words That Freeze My Heart"              | Junhyung, Wheesung                                      | Words That Freeze My Heart                     |
| 2011 | "Bon Appetit"                             | Doojoon, Yangpa                                         | Elegy Nouveau                                  |
| 2011 | "Should I Hug You or Not"                 | Doojoon, Gikwang, Junhyung                              | Sinsa Dong Tiger Project: Supermarket-The Half |
| 2011 | "Kidult"                                  | Doojoon, Eluphant                                       | Man on the Earth                               |
| 2011 | "Silly Boy"                               | Junhyung, 015B, 4Minute                                 | 20th Century Boy                               |
| 2011 | "A Bitter Day"                            | Junhyung, Hyuna, G.NA                                   | Bubble Pop!                                    |
| 2011 | "Break Up"                                | Gikwang, Brave Brothers, Electro Boys                   | Break Up                                       |
| 2011 | "I Remember"                              | Yoseob, Yongguk                                         | I Remember                                     |
| 2011 | "Be Quiet"                                | Junhyung, Kim Wan Sun                                   | Be Quiet                                       |
| 2011 | "Trouble Maker"                           | Trouble Maker (Hyunseung, Hyuna)                        | Trouble Maker                                  |
| 2011 | "The Words I Don't Want to Hear"          | Trouble Maker (Hyunseung, Hyuna)                        | Trouble Maker                                  |
| 2011 | "Don't You Mind"                          | Trouble Maker (Hyunseung, Hyuna)                        | Trouble Maker                                  |
| 2011 | "Don't Act Countrified (촌스럽게 굴지마)" | Junhyung, Ali                                           | Soulri                                         |
| 2012 | "Love Day"                                | Yoseob, Eunji                                           | A Cube For Season                              |
| 2012 | "In The Cloud"                            | Dongwoon                                                | Shinsadong Tiger Super Market Project Album    |
| 2012 | "What I See"                              | JunHyung, Prepix, Beenzino, Esna                        | What I See                                     |
| 2012 | "Up To The Sky"                           | Junhyung, A Pink                                        | Une Année                                      |
| 2012 | "Good Boy"                                | Junhyung, Baek Ji-young                                 | Good Boy                                       |
| 2012 | "I Hate You"                              | Junhyung, Eru                                           | Feel Brand New Part 2                          |
| 2012 | "She's Bad"                               | Junhyung, Natthew                                       | She's Bad                                      |
| 2012 | "Tearfully Beautiful"                     | Dramatic Blue (Yoseob, Jokwon, Woohyun, G.O, Niel)      | SBS Gayo Daejun The Color Of K-Pop             |
| 2012 | "Yesterday"                               | Dynamic Black (Gikwang, Jinwoon, Hoya, Lee Joon, L.Joe) | SBS Gayo Daejun The Color Of K-Pop             |
| 2013 | "One Year Ago"                            | Hyunseung, Eunji, Namjoo                                | A Cube for Season # White                      |
| 2013 | "When I Get Paid"                         | Yoseob, Prepix (Dance Crew)                             | Look To Listen                                 |
| 2013 | "You Got Some Nerve"                      | Junhyung, FeelDog, LE                                   | You Got Some Nerve                             |
| 2013 | "Glass Heart/Breakable Heart"             | Junhyung, Lyn                                           | Chapter 1                                      |
| 2013 | "Perfume"                                 | Yoseob, Cube Girls                                      | Cube Voice Project                             |
| 2013 | "Don't Walk Away"                         | Junhyung, Jaejoong                                      | WWW                                            |
| 2014 | "My Dear"                                 | Junhyung, Park Shin-hye                                 | My Dear                                        |
| 2014 | "From Where and Until Where"              | Yoseob, Hyuna                                           | A Talk                                         |
| 2015 | "Let It Go"                               | Junhyung, MFBTY                                         | WondaLand                                      |
| 2016 | "Story"                                   | Yoseob, Richard Parkers                                 | Story                                          |

## Colonne sonore

### Come gruppo
| Anno | Titolo           | Serie TV/Film                   |
| ---- | ---------------- | ------------------------------- |
| 2009 | "Crazy"          | Attack the Gas Station 2 (Film) |
| 2010 | "Ready Go"       | KBS2 Gongbu-ui sin              |
| 2010 | "Loving U"       | MBC All My Love                 |
| 2011 | "Because Of You" | MBC My Princess                 |
| 2012 | "Hateful Person" | KBS2 Big                        |
| 2013 | "Black Paradise" | KBS2 Iris II                    |
| 2015 | "Without You"    | MBC Scholar Who Walks the Night |

### Come singoli o sottogruppi
| Anno | Titolo                          | Artisti                                                                                                  | Serie TV/Film                    |
| ---- | ------------------------------- | --- | -------------------------------- |
| 2010 | "Happy Birthday"                | Yoseob                                                                                                   | MBC More Charming by the Day OST |
| 2011 | "Cherish That Person"           | Yoseob                                                                                                   | My Princess OST                  |
| 2011 | "No"                            | Yoseob                                                                                                   | Poseidon OST                     |
| 2011 | "Dreaming"                      | Yoseob, Dongwoon, Junhyung                                                                               | Me Too, Flower! OST              |
| 2012 | "Be Alright"                    | Yoseob, Gayoon, Changseob, G.NA                                                                          | Road For Hope                    |
| 2013 | "Bye Bye Love"                  | Yoseob, Dongwoon, BTOB                                                                                   | When a Man Falls in Love OST     |
| 2013 | "Past Days"                     | Ha Yeon Soo, Men In Black (Junhyung, Changseob, Hyunsik, Minhyuk, Sungjae)                               | Monstar OST                      |
| 2013 | "After Time Passes"             | Men In Black (Junhyung, Changseob, Hyunsik, Minhyuk, Sungjae)                                            | Monstar OST                      |
| 2013 | "Don't Make Me Cry"             | Monstar Colorbar (JunHyung, Ha Yeon-soo, Kang Ha-neul, Kang Eui-sik, Dahee, Kim Min-young, Park Kyu-sun) | Monstar OST                      |
| 2013 | "First Love"                    | Men In Black (Junhyung, Changseob, Hyunsik, Minhyuk, Sungjae)                                            | Monstar OST                      |
| 2013 | "Only That Is My World / March" | Monstar Colorbar (JunHyung, Ha Yeon-soo, Kang Ha-neul, Kang Eui-sik, Dahee, Kim Min-young, Park Kyu-sun) | Monstar OST                      |
| 2014 | "Wish"                          | Yoseob, Gayoon                                                                                           | The Night Watchman's Journal OST |
| 2015 | "Why Don't You Know"            | Yoseob                                                                                                   | Let's Eat 2 OST                  |
| 2015 | "Without You"                   | Doojoon, Yoseob, Dongwoon                                                                                | Scholar Who Walks the Night OST  |
| 2015 | "Nightmare"                     | Junhyung, Gayoon                                                                                         | Yong-pal OST                     |

## Album video

### DVD
| DVD # | Informazioni                                                                       | Tracce | Posizione massima | Posizione massima |
| DVD # | Informazioni                                                                       | Tracce | Oricon            | Gaon              |
| ----- | ---------------------------------------------------------------------------------- | --- | ----------------- | ----------------- |
| 1     | "Genesis of BEAST" - Pubblicato: 2 marzo 2011                                      | Tracce DVD1 1. BEAST is the B2ST (PV) 2. BAD GIRL (PV) 3. JUST BEFORE SHOCK (PV) 4. SHOCK (Korean Ver.) (PV) 5. Soom (PV) 6. BAD GIRL Making Film 7. SHOCK (Korean Ver.) Making Film 8. Soom Making Film DVD2 1. Genesis of BEAST 2. BEAST is the Best a. BEAST is the Best 1 b. BEAST is the Best 2 c. BEAST is the Best 3 d. BEAST is the Best 4 e. BEAST is the Best 5 f. BEAST is the Best 6 | 9                 | -                 |
| 2     | "BEAST The 1st Concert WELCOME TO BEAST AIRLINE DVD" - Pubblicato: 18 gennaio 2012 | Tracce DVD1: CONCERT 1. INTRO 2. SPECIAL 3. 숨 4. BAD GIRL 5. MYSTERY 6. THANKS TO (YO SEOP & JUN HYUNG) 7. EASY 8. LIGHTS GO ON AGAIN 9. 아직은 10. 주먹을 꽉 쥐고 11. MASTERMIND 12. LIGHTLESS 13. LET IT SNOW 14. 이 문이 닫히면 15. I'M SORRY 16. SHOCK 17. BEAUTIFUL 18. 앵콜 - OASIS 19. 앵콜 - V.I.U 20. 앵콜 - 니가 제일 좋아 DVD2: CONCERT SPECIAL FEATURES 1. TALKING WITH BEAST 2. BEAST ON VCR 3. SPECIAL STAGE 4. HOT ISSUE (4MINUTE) 5. HUH (4MINUTE) 6. 애인이 생기면 하고 싶은 일 (G.NA WITH YO SEOP) 7. 꺼져줄게 잘 살아 (G.NA) 8. CONCERT MAKING FILM DVD3: DOCUMENTARY 1. EPISODE 1 - MASTERMIND 2. EPISODE 2 - 예능 신동 기광이의 말 못할 고민 3. EPISODE 3 - 서로가 서로에게… 4. EPISODE 4 - 준형이가 쓰러졌다?! 5. EPISODE 5 - 1위 가수 비스트! 6. EPISODE 6 - 비스트가 되기까지 쉽지만은 않은 이야기들 7. EPISODE 7 -힘든 시간을 보내고 만난 큐브엔터테인먼트에서… 8. EPISODE 8 - SO~ BEAST! 안녕하세요! 비스트입니다. 9. EPISODE 9 - 당신들이 있어 행복합니다 [BEAST 뷰티 사랑 표현방법 편] 10. EPISODE 10 - 비스트! 파일럿으로 변신! 11. LAST EPISODE - 비스트라 행복해요 | 3                 | -                 |
| 3     | "The Special Selection of BEAST Premium Edition" - Pubblicato: 29 febbraio 2012    | Tracce TBA | 12                | -                 |
| 4     | "BEAST for U ～BEASTからのMERRY CHRISTMAS～" - Released: May 9, 2012               | Tracce BEAST for U - Fan Meeting 1. SPECIAL 2. BAD GIRL 3. SHOCK 4. FICTION 5. JINGLE BELL 6. BEAUTIFUL 7. TALK 1 8. TALK 2 9. SPECIAL 1. BEAST’S CAKE 10. SPECIAL 2. PRESENT BEAST for U - Making Story 1. Christmas message for U 2. Back stage shot 3. Another angle shot for more... | 11                | -                 |
| 5     | "BEAST Complete History Box" - Pubblicato: 8 agosto 2012                           | Tracce DVD 1 1. Music Bank Videos: From debut in 2009 to 2011 KBS Gayo Daejun 1. BAD GIRL (2009.11.13) 2. MYSTERY (2010.01.15) 3. Shock (2010.03.26) 4. SUM (2010.10.29) 5. BEAUTIFUL (2010.12.03) 6. Thanks To (2011.01.07) 7. 2011.06.27 8. 2011.12.23 DVD 2 1. KBS Viewable radio DVD 3 & 4 1. 4 Programmes in which BEAST guested in 1. Win Win : 100th Episode where BEAST guested. Stories since their trainee times. Special guest : BEAST's daddies 2. Entertainment Weekly : Includes their Japan coverage and Guerrilla Date. 3. 100 out of 100 (Oh My School) : Yoseob's regular programme. 4. Gag Concert (Guest) 5. Happy Birthday (Guest) 6. Star Golden Bell (Guest) 7. Yoo Heeyeol Sketchbook | 6                 | -                 |
| 6     | "BEAST - The 1st BEAST Fan Meeting Asia Tour" - Pubblicato: 9 agosto 2012          | Tracce DVD1 THE 1st BEAST FAN MEETING ASIA TOUR_PART 1 1. MALAYSIA (56 minuti) 2. SINGAPORE (42 minuti) 3. THAILAND (45 minuti) DVD2 THE 1st BEAST FAN MEETING ASIA TOUR_PART 2 1. JAPAN (34 minuti) 2. TAIPEI (92 minuti) PHOTOBOOK 280 PAGE | -                 | -                 |
| 7     | "BEAST – MIDNIGHT SUN SPECIAL EDITION DVD" - Pubblicato: 24 ottobre 2012           | Tracce DISC 1 1. BEAST MIDNIGHT SUN SPECIAL EDITION DVD 2. BEAST JACKET SKETCH 3. BEAST COMEBACK SPECIAL STAGE MAKING DISC 2 1. Midnight (Full ver) (M/V) 2. 美しい夜だ (Full ver) (M/V) 3. 美しい夜だ (Member ver.) (ドゥジュン) (M/V) 4. 美しい夜だ (Member ver.) (ヨソプ) (M/V) 5. 美しい夜だ (Member ver.) (ヒョンスン) (M/V) 6. 美しい夜だ (Member ver.) (ギグァン) (M/V) 7. 美しい夜だ (Member ver.) (ジュンヒョン/ドンウン) (M/V) 8. 美しい夜だ (Member ver.) (ドンウン) (M/V) 9. 美しい夜だ (Making Film) | 12                | -                 |
| 8     | "The Beautiful Show In Seoul Live DVD" - Pubblicato: 21 novembre 2012              | Tracce DVD 1 1. Intro 2. Special 3. 숨 4. Shock 5. Lights Go On Again(Rock ver.) 6. BEAST is the B2ST(Rock ver.) 7. Mastermind(Rock ver.) 8. Easy 9. 주먹을 꽉 쥐고 10. 이럴 줄 알았어 11. 너 없이 사는 것도 12. 엄마 13. 문이 닫히면 14. Let It Snow 15. Thanks To 16. 니가 제일 좋아 17. 에델바이스+You 18. 안을까 말까 19. Bad Girl 20. Freeze DVD 2 1. 아무렇지 않니 2. Lightless 3. 비가 오는 날엔 4. The Fact 5. Fiction 6. ~Closing the Show~ 7. Oasis 8. ~앵콜~ 9. Beautiful 10. V.I.U(Very Important U) 11. ~멀티앵글~ 12. Shock 13. Bad Girl 14. Fiction 15. ~앵콜~ 16. Beautiful 17. V.I.U(Very Important U) DVD 3 1. BEAST on VCR 2. BEAUTIFUL SHOW 관람 에티켓 3. 오프닝 – R U READY? 4. Mystery Special M/V 5. 준형의 솔로곡 작업 6. 나의 꿈은… 7. 현승의 Now&then;8.앵콜_리허설 8. 콘서트 메이킹 필름 9. 스틸 갤러리 | -                 | -                 |

## Video musicali
| 2009                      | Bad Girl                            | 3:38 |
| 2010                      | Shock                               | 4:19 |
| 2010                      | Take Care of My Girlfriend (Say No) | 3:20 |
| 2010                      | Breath                              | 4:18 |
| 2010                      | Beautiful                           | 7:15 |
| 2011                      | Fiction                             | 5:06 |
| 2011                      | I Like You the Best                 | 8:08 |
| 2011                      | Skinny Baby (feat. A Pink)          | 3:30 |
| 2012                      | Mystery (Special)                   | 2:16 |
| 2012                      | Beautiful Night                     | 3:47 |
| 2013                      | 5! My Baby (feat. A Pink)           | 3:27 |
| 2013                      | I'm Sorry                           | 5:11 |
| 2013                      | Shadow                              | 3:44 |
| 2014                      | No More                             | 4:04 |
| 2014                      | Good Luck                           | 4:09 |
| 2014                      | 12:30                               | 4:07 |
| 2015                      | Gotta Go to Work                    | 3:19 |
| 2015                      | YeY                                 | 3:46 |
| 2016                      | Butterfly                           | 3:41 |
| 2016                      | Ribbon                              | 4:32 |
| Video Musicali Giapponesi |                                     |      |
| 2011                      | Shock                               | 4:10 |
| 2011                      | Bad Girl                            | 3:14 |
| 2012                      | Midnight (Hoshi wo Kazoeru Yoru)    | 3:52 |
| 2014                      | Adrenaline                          | 3:49 |
| 2015                      | Kimi wa Dou?                        | 3:29 |
| 2015                      | One                                 | 3:01 |
| 2015                      | Hands Up                            | 3:28 |
| 2015                      | Can't Wait to Love You              | 3:38 |
| 2015                      | This is My Life                     | 3:54 |
| 2015                      | #TBM                                | 4:26 |
| 2015                      | Yey (Japanesse Version)             | 3:47 |
| 2015                      | Only One (Short Ver.)               | 1:46 |
| 2015                      | All Is In U                         | 3:28 |
| 2015                      | Saigono Hitokoto                    | 3:58 |
| 2015                      | Stay Forever Young                  | 3:20 |
| 2016                      | Guess Who?                          | 3:05 |